# Eleição municipal de Sorocaba em 1988
A eleição Municipal de Sorocaba em 1988 ocorreu no dia 15 de novembro e o prefeito eleito foi Antônio Pannunzio (PTB), que assumiria seu primeiro mandato. Pannunzio venceu com uma boa vantagem sobre outros oito candidatos, para comandar a cidade no período de 1989 a 1992.

## Resultado da eleição para prefeito
Dados obtidos no site do Sistema Estadual de Análise de Dados de São Paulo. Foram computados 172.591, sendo 135.830 válidos, 24.336 brancos e 12.425 nulos. O resultado é:
| Candidatos a prefeito               | Votos  | Percentual |
| ----------------------------------- | ------ | ---------- |
| Antônio Pannunzio PTB               | 64.225 | 44,42%     |
| Luiz Francisco da Silva PMDB        | 41.751 | 28,88%     |
| Antônio Sérgio Ismael PT            | 19.504 | 13,49%     |
| Edward Maluf PDS                    | 7.369  | 5,10%      |
| José Juca Paes Jr. PFL              | 5.699  | 3,49%      |
| Agrário Gilson Antunes Teixeira PDT | 4.200  | 2,90%      |
| Luiz Antônio de Oliveira PH         | 1.173  | 0,81%      |
| Arthur Yamamoto PCdoB               | 660    | 0,46%      |
| Mario Barbosa de Mattos PCB         | 641    | 0,44%      |